# Orgelbau Wolfgang Scherpf
Die Firma Wolfgang Scherpf, Orgelbau Inh. Klaus Scherpf e. K. ist ein Orgelbauunternehmen in Speyer.

## Geschichte
Die Orgelbaufirma Scherpf wurde im Jahr 1953 durch Wolfgang Scherpf (* 20. Dezember 1921 in Speyer; † 2. Juni 1997 ebenda) gegründet. Scherpf hatte zuvor das Orgelbauerhandwerk bei Franz Kämmerer in Speyer gelernt und später bei Joseph Merklin in Paris vertieft. 1984 gab er die Leitung des Unternehmens an seinen Sohn Klaus Scherpf (* 12. Januar 1955 in Speyer) ab.

## Werkliste (Auswahl)
| Jahr | Ort                        | Gebäude                       | Bild | Manuale | Register | Bemerkungen |
| ---- | -------------------------- | ----------------------------- | ---- | ------- | -------- | --- |
| 1957 | Merzalben                  | Heilig Kreuz                  |      | II/P    | 16       | Eine Besonderheit der Orgel ist das Chorwerk, welches im Altarraum positioniert ist. |
| 1961 | Speyer                     | Dom St. Maria und St. Stephan |      | V/P     | 89       | Größte Orgel der Firma Scherpf. 2009 abgebaut und in die Kirche św. Kazimierza (St. Kasimir) in Białystok (Polen) umgesetzt. |
| 1962 | Steinfeld (Pfalz)          | St. Leodegar                  |      | II/P    | 22       | [ 4 ] |
| 1962 | St. Ingbert                | St. Konrad                    |      | III/P   | 31       | |
| 1963 | Ludwigshafen-Mundenheim    | St. Sebastian                 |      | III/P   | 37       | → Orgel |
| 1963 | St. Nikolaus (Großrosseln) | St. Nikolaus                  |      | II/P    | 16       | |
| 1964 | Naßweiler                  | St. Johannes der Täufer       |      | II/P    | 8        | |
| 1965 | Karlsruhe-Durlach          | St. Peter und Paul            |      | III/P   | 40       | |
| 1966 | Oberwürzbach               | Herz Jesu                     |      | II/P    | 27       | |
| 1967 | Baden-Baden                | SWR (Rosbaud-Studio)          |      | III/P   | 25       | 2020/2021 wird die Orgel nach St. Pius in Schüttdorf bei Zell am See (Österreich) umgesetzt. → Orgel |
| 1967 | Schwetzingen               | St. Maria                     |      | II/P    | 31       | |
| 1967 | Ludwigshafen-Friesenheim   | St. Gallus                    |      | II/P    | 27       | |
| 1967 | Esthal                     | Klosterkirche St. Maria       |      | II/P    | 15       | |
| 1968 | Pirmasens                  | St. Anton                     |      | III/P   | 45       | Bereits im September 1971 brannte die Kirche mitsamt der neuen Scherpf-Orgel ab. Aus diesem Grund wurde 1976 durch Scherpf die heutige Orgel errichtet, welche nahezu dieselbe Disposition, aber fünf Register weniger erhielt. |
| 1969 | Leimersheim                | St. Gertrud                   |      | II/P    | 27       | |
| 1970 | Reilingen                  | St. Wendelin                  |      | II/P    | 28       | |
| 1970 | Ludwigshafen-Gartenstadt   | St. Hedwig                    |      | II/P    | 19       | |
| 1974 | Rheinzabern                | St. Michael                   |      | II/P    | 23       | im historischen Gehäuse von Johann Stiehr (1787) |
| 1976 | Pirmasens                  | St. Anton                     |      | III/P   | 39       | Eine Besonderheit der Orgel ist das Chorwerk, welches im Altarraum positioniert ist. |
| 1984 | Altlußheim                 | Evangelische Kirche           |      | III/P   | 29       | Vollelektrische Trakturen! |
| 1988 | Hassel (Saar)              | Herz Jesu                     |      | II/P    | 23       | Vollelektrische Trakturen |
| 1990 | Neustadt -Mußbach          | St. Johannes Baptist          |      | II/P    | 17       | [ 7 ] |